# 汪達·佳谷
汪達·佳谷（Wanda Gág，1893年3月11日—1946年6月27日），美國繪本作家、插畫家。《100萬隻貓》是她的作品中最知名的。

## 生平
汪達·佳谷於1893年出生於美國明尼蘇達州的新烏爾姆，她是七個孩子中的老大。她的父親是一位畫家與攝影師；母親則是捷克斯洛伐克人。
她14歲時，父親去世了。24歲時，久病的母親也去世了。她先後靠貸款與獎學金，於明尼阿波利斯艺术与设计学院和紐約的藝術學校學習。

## 作品列表
- 100萬隻貓（Millions of Cats；1928年）
- 怪東西（The Funny Thing；1929年）
- 妮皮與納皮（Snippy and Snappy；1931年）
- ABC兔子（The ABC Bunny；1933年）
- 沒了就沒了（Gone is Gone；1935年）
- 白雪公主和七個小矮人（Snow White and the Seven Dwarfs；1938年）
- 什麼都不是（Nothing at All；1941年）